# Oriana Altuve
Oriana Altuve, née le 3 octobre 1992 à Caracas au Venezuela, est une footballeuse internationale vénézuélienne évoluant au poste d'attaquante.

## Biographie

### En club
Oriana Altuve fait ses débuts à 17 ans au Caracas FC. Elle finit meilleure buteuse du Tournoi d'ouverture 2016 aec 29 réalisations.
En 2016, elle part en Uruguay au Colón FC, et marque dès son premier match, lors du clásico contre le Nacional. Elle remporte le championnat et inscrit 13 buts dans la saison.
Oriana Altuve arrive à l'Independiente Santa Fe en 2017. Dès son premier match, le 19 février 2017 face à La Equidad, elle inscrit un doublé. Le 21 mars 2018, face à la même équipe, elle devient la première joueuse de l'histoire du championnat colombien à inscrire un quadruplé. Elle remporte le championnat en 2017. Elle est sacrée meilleure buteuse du championnat 2018 et est la meilleure buteuse de l'histoire de la Liga Femenina avec 28 réalisations.
Elle rejoint ensuite le championnat espagnol en 2018 en signant au Rayo Vallecano. Pour son premier match, elle marque un triplé face au Madrid CFF et devient la première vénézuélienne à évoluer en Primera Iberdrola. Elle termine deuxième meilleure buteuse du championnat 2019-2020.
En 2020, alors que le Rayo Vallecano lui propose de prolonger son contrat, elle préfère rejoindre le Betis Séville. Elle réalise cependant une saison mitigée en n'inscrivant que deux buts avec les Verdiblancas.

### En sélection
Avec l'équipe du Venezuela, elle participe à la Copa América féminine en 2018.

## Palmarès

### En club
- Championne du Venezuela en 2009, 2009/10, 2011, 2012 et 2014 avec le Caracas FC
- Championne d'Uruguay en 2016 avec le Colón FC
- Championne de Colombie en 2017 avec l'Independiente Santa Fe
- Coupe d'Andalousie 2020 avec le Betis Séville[7]

### Distinctions personnelles
- Meilleure buteuse de la Copa Libertadores féminine en 2016 et 2017
- Meilleure joueuse latino-américaine du championnat d'Espagne 2019-2020[8]